# Municipio-ciudad de Maribor
Maribor es un municipio urbano de Eslovenia, situado en el noreste del país. Su capital es Maribor, la segunda ciudad más importante del país.
En 2018 tiene 110 871 habitantes.
Es el municipio más importante de la región de Baja Estiria y su término municipal es fronterizo por el noroeste con Austria.

## Localidades
El municipio comprende la ciudad de Maribor y los pueblos de:
- Bresternica
- Celestrina
- Dogoše
- Gaj nad Mariborom
- Grušova
- Hrastje
- Hrenca
- Jelovec
- Kamnica
- Laznica
- Limbuš
- Malečnik
- Meljski Hrib
- Metava
- Nebova
- Pekel
- Pekre
- Počehova
- Razvanje
- Ribniško Selo
- Rošpoh
- Ruperče
- Šober
- Srednje
- Trčova
- Vinarje
- Vodole
- Vrhov Dol
- Za Kalvarijo
- Zgornji Slemen
- Zrkovci